# Montebello tenuis
Montebello tenuis Hogg, 1914 è un ragno appartenente alla famiglia Gnaphosidae.
È l'unica specie nota del genere Montebello.

## Distribuzione
L'unica specie oggi nota di questo genere è stata rinvenuta in Australia occidentale.

## Tassonomia
A seguito di un'analisi dell'esemplare femminile attribuito a questa specie, gli aracnologi Bosselaers e Jocqué, in un lavoro del 2013, hanno trasferito questo genere dalla famiglia Liocranidae.
Dal 1914 non sono stati reperiti altri esemplari, né sono state descritte sottospecie al 2015.